# Kolportaža
Kolportaža je raznašanje, razpečavanje knjig ali časopisov po ulicah in od hiše do hiše, označuje pa tudi berilo, ki je bilo na ta način distribuirano, zlasti zelo obsežne romane v tedenskih nadaljevanjih.

## Etimologija
Iz nemškega kolportieren, kamor je beseda prišla iz francoskega colporter 'raznašati, širiti (novice), krošnjariti'. Porter a col je v stari francoščini pomenilo 'nositi na plečih (na vratu)', razvilo pa se je iz besede comporter 'okrog nositi, raznašati', ki ima izvor v latinski comportāre 'skupaj nositi, zbirati' (Slovenski etimološki slovar).

## Zgodovina
Kolporterji oz. krošnjarji so prodajali tiske od 16. stoletja dalje na mestih, kjer so se zbirali ljudje, in po hišah. Šlo je za verske traktate, pobožne knjige, koledarje, otroške knjige, pamflete, zdravstvene in druge priročnike, slike, pravljice, ljudske knjige in romane. Dogodivščine priljubljenih junakov so take knjige nizale v serijah (gl. roman v snopiču). V 18. in 19. stoletju je bila kolportaža prevladujoči način razširjanja berila med preprostimi ljudmi, ki niso hodili v knjižnice ali knjigarne. Tednik Berliner Illustriertenzeitung (1891–1945) je bil prvi nemški množični časopis, katerega prodaja ni bila vezana na naročnike, ampak so k cenenemu nakupu vabili raznašalci po ulicah (kolporterji). Na kolportažo danes spominja knjižno akviziterstvo (prodaja knjig po hišah). Beseda kolporter danes na Slovenskem označuje raznašalca časopisov; tako tudi v Avstriji in Švici.
Kolportaža je eden od tiskanih literarnih medijev: ob knjigi, knjižni seriji, revijalni objavi, podlistku in letaku.

## Kolportažni roman
Od srede 19. stoletja dalje je kolportaža zajela romane v nadaljevanjih. Tiskani so bili na slabem papirju v snopičih po 16 do 48 strani (1, 2 ali 3 tiskarske pole), ki so izhajali tedensko ali dvakrat v tednu skozi celo leto ali celo več let zapored in vezani na koncu obsegali več tisoč strani. Proti koncu 19. stoletja so jih raznašali že naročnikom, ne le slučajnim kupcem. Velika popularnost teh romanov je vzbujala skrb cerkve in učiteljev, ki so jih označili za šund (plažo) oz. trivialno literaturo. Zanjo so krivili Žide, ki so bili pogosto njeni založniki, pisci in razpečevalci (kolporterji, kramarji, krošnjarji). Očitali so ji nemoralo, izgubo stika z realnostjo, senzacionalizem, nagovarjanje človekovih najnižjih nagonov, zasvajanje bralcev in spodbujanje kriminala, jo strogo nadzirali (kolporterji niso smeli imeti stalnih stojnic ali prodajaln in niso smeli prodajati obsežnih del) ter jo ponekod tudi zakonsko preganjali. Po prvi svetovni vojni je izhajanje dolgih romanov v snopičih usahnilo, kolportažo je nadomestila prodaja po kioskih.
Kolportažnemu romanu so z vezavo in ilustrirano naslovnico podobni romani v snopiču (nem. Heftroman, ki pa prinašajo precej krajša in zaključena dela) in trafikarski romani (nem. Kioskliteratur, ki izhajajo v serijah zaključenih zgodb, vendar niso predmet raznašanja). Feljtonski romani so kolportažnim podobni po dolžini in nadaljevanjih, vendar ne izhajajo samostojno, ampak v dnevnem časopisju.
Nemška bibliografija našteva 1550 kolportažnih romanov, objavljenih med 1842 in 1960, celotna nemška produkcija pa je bila okrog 2300 romanov. Med prvimi je bil Sir John Retcliffe (s pravim imenom Hermann Goedsche): Nena Sahib oder die Empörung in Indien (Berlin, 1858). Najpopularnejši je bil Waldröschen oder Die Rächerjagd rund um die Erde Karla Maya. Filozof Ernst Bloch je vrh kolportaže videl v pustolovskih romanih Karla Maya in to vrsto popularne literature pozitivno razlikoval od sentimentalnega kiča. Največ so pisali o senzacionalnem romanu Victorja von Falka Der Scharfrichter von Berlin [Rabelj iz Berlina] (1890). Avtorji z večjim opusom so bili Robert Kraft, Adolf Söndermann, Guido von Fels (Paul Walter), Gustav Berthold, Franz Lubojatzky, Ernst Pitawall (Eugen Hermann von Dedenroth), Alexander Sternberg, Alexandre Dumas, Aldolf Mützelburg, R. March (Richard Slanarz). Kraji izhajanja so bili Berlin, Dresden, Dunaj, Leipzig, dogajalni prostori pa Nemčija, Francija (Pariz), Avstrija, Rusija, Italija (Benetke, tudi Trst), Praga, Sibirija, Španija, Balkan (Sarajevo, Beograd), Mehika, Indija, Afrika, Orient, ZDA. V podnaslovih in reklamah so se predstavljali kot senzacijski, romantični, zgodovinski, pustolovski, roparski, detektivski romani in kot romani iz sodobnega življenja.
Popularne teme in motivi, razvidni že iz naslovov, so bili roparji (zlasti roparski poglavarji, najraje označeni s pridevnikom črni), skrivnost, ki se razkrije, bogastvo (naslovne osebe so bile knezi in grofi), vojna (balkanske vojne 1911–1913, burska vojna), lepe hčere in neveste, ki jih preganjajo zlikovci (motiv preganjane nedolžnosti) in so njihova nedolžna žrtev, strah vzbujajo rabelj, Cigani, prostozidarji, janičarji, Uskoki, pirati, Indijanci, grozljivi kraji (norišnica, zapor) in nenavadni senzacionalni dogodki (živ pokopan, poskus umora, ugrabitev, zastrupitev, zasledovanje) ter stik skrajnosti (grof in berač). Z življenjem gospodari nepredvidljiva usoda, ki jo skušajo napovedati prerokbe, dejanja motivira maščevanje. Poznani junaki so bili grof Monte Christo, roparja Rinaldo Rinaldini in Giuseppe Musolino, zgodovinske osebnosti Napoleon, Ludvik II. Bavarski itd.
Zaradi neuglednega statusa se kolportažni romani v nacionalnih knjižnicah niso hranili in so še danes njihovo najobetavnejše nahajališče antikvariati. Bralci in zbiralci so kolportažne romane kupovali in prodajali tudi prek malih oglasov v časopisih. Literarna veda je kolportažni roman obravnavala v okviru trivialne literature kot njen jedrni del. Kolportaža je tu ime za razvrednotenje po vseh treh kriterijih: zaradi množičnosti, po estetski in po sporočilni (idejno-moralni) plati, medtem ko so bili drugi segmenti trivialne literature (kič, šund, popularna književnost, poljudna književnost, uspešnica) razvrednoteni zgolj po enem ali po dveh kriterijih. Angleško govorno področje kolportažnega romana, kot je živel v Evropi, ne pozna, najbližje mu je še sensation novel.

## Slovenski kolportažni roman
Slovenski kolportažni romani so priredbe zelo obsežnih nemških romanov. Izhajali so na Dunaju, v Ljubljani in mogoče tudi v New Yorku na začetku 20. stoletja. Od nekaterih ni evidentiran noben ohranjeni izvod, drugi so, podobno kot pri nemški kolportaži, raritete.
- 1879 Heinrich Penn: Hadschi Loja und die schwarze Sultanin von Trebinje, oder Die österreichische Occupation Bosniens: Zeitgeschichtlicher Sensations-Roman. Brno: Fr. Karafiat, 20 nadaljevanj, 960 str.[5]
- 1901 Capitain Ramon Diaz de la Escosura [Karl May]: Beračeve skrivnosti ali Preganjanje okoli sveta: Velik roman, poln razkritja skrivnostij človeške družbe,  spisal Ramon Diaz de la Escosura; prestavil grof Sokolski. Na Dunaju: J. Rubinstein, tiskano v Brnu: F. Winiker in Schickardt. 101 zv. (3227 str.). 
Izvirnik Waldröschen oder Die Rächerjagd rund um die Erde: Großer Enthüllungsroman über die Geheimnisse der menschlichen Gesellschaft. Dresden: H. G. Münchmeyer, 1882–84. 109 nadaljevanj, 2612 str.
- 1902 [Victor von B.]: Grofica beračica ali Usodni doživljaji grofovske hčere: Roman iz življenja. V Ljubljani: Oton Fischer, Oddelek za kolportažo, tisk v Kamniku: A. Slatnar, 3 zv. (2398 str., 100 nadaljevanj).
Izvirnik Die Bettelgräfin oder die Schicksale einer Grafentochter: Roman nach dem Leben. Berlin: Verlagshaus für Volksliteratur und Kunst, 1895/96, 100 nadaljevanj, 2392 str.[6] Grof zaradi poroke, ki ni po njegovi želji, zavrne svojo hčer, ki po celem svetu z otrokom išče svojega izginulega moža, ga najde v Ameriki kot prevaranta, beži pred preganjalci, se skriva v cirkuški skupini ...
- [1903][7] Ciganska sirota, 93 oz. 100 zvezkov. [Dunaj: založba Josip Rubinstein]. 
Izvirnik najbrž Das Zigeunerkind: Ohne Vater und Mutter allein auf der Welt! Oder: Die Geheimnisse eines Fürstenhauses. Berlin: Verlagshaus für Volksliteratur und Kunst, 1902/03, 100 nadaljevanj, 2400 str., 1916 prepovedana. Poznan ni noben ohranjeni primerek romana.
- 1903–1905 [Miroslav Malovrh]:[8] Tolovajski glavar Črni Jurij in njegovi divji tovariši: Ljudski roman.[9] Po kronikah, listinah in ustnih sporočilih sestavil Gvido pl. Skalski. V Ljubljani: Oton Fischer, Oddelek za kolportažo, 1903, tisk v Kamniku: A. Slatnar. 1968 str. 
Izvirnik mogoče Georg Namenlos: Der wilde Jäger: Der Schrecken der Wälder: Der Todfeind aller reichen Blutsauger u. Tyrannen - Ein Liebling der Frauen. Ein Freund u. Beschützer der Armen u. Bedrängten. Dresden: Adolf Ander, 1904/05, 100 nadaljevanj, 2400 str. Knjiga je bila leta 1916 prepovedana. Ali pa Carl Schmeling: General Czerny genannt der Schwarze Georg oder Blutszenen in Serbien: Historische Erzählung aus der Neuzeit. Berlin: Nelte, Böltje & Co., 1862, 27 nadaljevanj, 1292 str.
- [1905] Strah na Sokolskem gradu ali Nedolžna v blaznici: Roman za ljudstvo  [s podobami]. Roman je izhajal dvakrat na teden, snopič je stal 20 vinarjev (10 kron).[10] Roman je bil najprej omenjen v Slovencu leta 1905.[11]  Na Dunaju: Josip Rubinstein, tisk c. k. dvornih tiskarjev Fr. Winiker & Schickardt v Brnu. 2395 str. 
Izvirnik najbrž Unschuldig im Irrenhaus oder Das Gespenst von Schloß Falkenstein: Sensationelle Enthüllungen: Volksroman. Berlin: Verlagshaus für Volksliteratur und Kunst, 1902, 100 nadaljevanj, 2400 str. 1916 je bil roman prepovedan.
- [1908][12] [Dr. med. Keller]: Živa pokopana ali Tragična usoda mlade matere: Romantična pripovest po lastnih doživljajih.[13] Spisal Milner  (1845 str.). 
Izvirnik najbrž Melanie die Scheintodte: Das tragische Schicksal einer jungen Mutter: Romantische Erzählung nach eigenen Erlebnissen. Dresden: Adolf Ander, 1895/96, 105 nadaljevanj, 2520 str.[14]
- 1909 Victor von Falk: Giuseppo Musolino ali Krvno maščevanje: Po autentičnih podatkih napisal Viktor von Falk.[15] 2654 str. 
Izvirnik Giuseppe Musolino der kühnste und verwegenste Räuberhauptmann der Gegenwart. Berlin: Weichert, 1901/02, 100 nadaljevanj, 2400 str.
- 1911 Ljubezen in maščevanje,[16] 103 zvezki, New York, 5 $. 
Izvirnik morda Dem Tode geweiht oder Frauenliebe und Rache. Dresden: Adolf Ander, 1899/1900, 88 nadaljevanj. Poznan ni noben ohranjeni primerek romana.
- [1911] Josip Petrossini, najznamenitejši laško-amerikanski detektiv: Giovanni Gasapardi, kralj zločincev ali Živ pokopan: Newyorška povest. Kranj: Požgaj (prvi zvezek, 94 str., od načrtovanih 10; da ne gre za pravi kolportažni roman, opozarja napis na prvi strani: "Ta zvezek je končan zase!").[17] 
Izvirnik morda Werner O. Charlot: Josef Petrosino: der Schrecken der schwarzen Hand: Volksroman nach dem Leben. Berlin: Verlagshaus für Volksliteratur und Kunst, 1910, 100 nadaljevanj, 2400 str., 1916 prepovedan.

Beračeve skrivnosti so izhajale tedensko, zvezek je obsegal 32 strani in je stal 15 krajcarjev, naklada je bila na začetku 20.000, na koncu pa vsaj 3000 izvodov. Posamezni zvezek Grofice beračice leto pozneje in nadaljnjih romanov je bil cenejši (10 krajcarjev), vendar tudi tanjši (24 strani). V New Yorku je Slovenic Publishing Company leta 1911 prodajala zvezke, vezane v knjigo: Grofico beračico za 4 $, Beračeve skrivnosti za 6 $, Strah na Sokolovem (sic!) pa za 5 $; tanjše knjige so bile precej cenejše.
Romani so bili močno prirejeni za slovenskega bralca: junaki in dogajališča so imeli slovenska imena (v Beračevih skrivnostih nastopa dr. Janko Strnad, v Grofici beračici grof Ostrovrhar in Helena Sever, v Strahu na Sokolskem gradu Rožica Jaklič, Mirko Višnjegorski in Janez Klaič), vanje so bili vtkani citati slovenskih pesmi in lokalne kulturnozgodovinske informacije, npr. o ljubljanski ječi pod Trančo. V večji meri je na Slovensko (Kočevsko, Kum, Predjamski grad, Zagreb, Kostanjevica, Stična, Sušak, Reka, Trst, Hrušica, Metlika, Gorjanci, Notranjska) umeščeno dogajanje Jurija Skopca. Prevajalci oz. prirejevalci so se po zgledu izvirnih avtorjev skrivali za igrivimi psevdonimi: prevajalec »Gvido pl. Skalski« asociira na avtorja Guida von Felsa, prevajalec »grof Sokolski« pa na avtorja Victorja von Falka, čeprav nista bila avtorja prevedenih romanov. Tudi izvirni nemški avtorji so si radi izbrali »sokolski« psevdonim (Ernst Golling se je podpisoval kot Ernst Falkenberg, Heinrich Sochaczewsky pa kot Viktor von Falk), sokol je bil v naslovih romanov (Die Unglücksglocke von Falkenberg, Unschuldig im Irrenhaus oder Das Gespenst von Schloß Falkenstein).
Naslov kolportažnega romana Strah na Sokolskem gradu je bil tako popularen, da je dobil obči pomen grozljivega dogodka. 1927 so pod tem naslovom oglašali ogled filma Rätsel einer Nacht o nočnih pustolovščinah na zakletem gradu s popularnim nemškim igralcem Harryjem Pielom v glavni vlogi; plakat zanj je izdelal Peter Kocjančič.

### Založbe
Dunajska založba Rubinstein, ki je izdala tri slovenske kolportažne romane, je poznana po prevodih Mayevega romana Das Waldröschen v španščino, slovenščino in češčino; druge Mayeve romane so izdali tudi v poljščini, italijanščini in nizozemščini. Pravico za prevajanje je pridobila 1886. Ob španskem prevodu, ki je izšel pod psevdonimom, sta avtor in založba zašla v spor, ki se je razrešil z izjavo založbe, da niso vedeli, da gre za Mayevo delo. Založba je bila ustanovljena leta 1875. Večkrat je menjala svoje dejavnosti (pozlatarstvo, knjigarna, tiskarna, fotografija, založba časopisov in knjig, prodaja oljnih slik ipd.) in se borila s stečaji in se selila z enega dunajskega naslova na drug dunajski naslov. Izdajala je časopise Das Blatt der Hausfrau, Wiener Familienfreund, Unterhaltungsblätter aller Stände, Geheimnisvolle Bibliothek. Podjetje je bilo ukinjeno leta 1912 in 1921 izbrisano iz registra.
Ljubljanski knjigotržec in antikvar Oton Fischer (tudi Otto Fischer ali samo O. Fischer) je poznan po založbi not Viktorja Parme, priročnikov, katalogov, ilustriranih slovenskih klasikov Jenka in Prešerna in dveh kolportažnih romanov; knjigo s senzacionalnim naslovom Grozni dnevi potresa v Ljubljani je 1896 v slovenski in nemški varianti izdal Max Fischer. Po 1904 bibliografija ne pozna več Fischerjevih izdaj, neprodano zalogo Prešerna je pod svojim imenom naprej prodajal založnik Schwentner.

## Boj proti šundu
Izhajanje kolportažnih romanov je spremljala ostra zaskrbljena kritika ljudskoprosvetno usmerjenega klera, šolnikov, književnikov in publicistov pod geslom »boj proti šundu«. Ugotavljala je, da je šund, kot je Grofica beračica, edino, kar marsikateri Slovenec bere.
Komaj smo se nekoliko ubranili »Beračevih skrivnosti« in »Grofice beračice«, že nam izvoljeno judovsko ljudstvo vsiljuje po oknih in po cestah, ponoči in podnevi 3. »revolverroman« »Ciganska sirota«. Ti obrezani potomci pa so še celo tako predrzni, da ponoči ljudi iz spanja dramijo in mečejo te zvezke skozi okno. Pošteni Savčani, vrzite judovske »špehe« v peč!
Piše se nam z Gorenjskega: V zadnjem času so se vrgli nemški Judje iz Galicije in od drugod na ubogo kranjsko deželo ter jo začeli preplavljati po svojih potovalnih vsiljivcih in raznašalcih z različnimi nemškimi knjigami in brošurami, naše preprosto ljudstvo pa so speljali in ujeli, da se je naročilo v mnogobrojnem številu na slovenske prevode znanih nemških romanov od roparjev in drugih njim podobnih ljudi, kateri romani so prikrojeni vsi po enem kopitu, izhajajo v malih snopičih po 20 do 30 vin. in obsegajo po kakih 100 snopičev. Tako stane vsak tak roman ob sklepu 20 do 30 kron, a nima nobene književne vrednosti, kar zgoraj omenjeni Judje sami javno priznavajo zdaj, ko so dali ljubljanski knjigotržci ustaviti njih zapričeto delo, ker za to niso imeli oblastvenega dovoljenja. Ali kar so pričeli Judje, to zdaj nadaljuje nek ljubljanski knjigotržec, ki je prevzel ostanke Wurfovega blaga. Zdaj njegovi agentje povsod po naših krajih slovenskemu ljudstvu nižjih stanov vsiljujejo z različnimi zvijačami »Cigansko siroto«. Slovenci, bodite previdni in pametni ter ne metajte proč denarja za take slabe reči!
Po ljubljanski okolici vsiljujejo baje agenti takozvane »Povesti za ljudstvo«, najnovejši čas roman »Strah na sokolskem gradu«, založene po dunajski knjigarni Jožefa Rubinsteina. Poleg opolzle vsebine se kaže židovska duša zlasti v tem, da kot nagrado naročnikom obeta sliki Srca Jezusovega in Marijinega in molitvenik Srca Jezusovega. Če bi ne hoteli protestovati proti vsebini, odločno protestujemo proti židovski nesramnosti, da vlači najsvetejše v blato nenravnosti. Naj bi se vsestransko ljudstvo opozorilo na to. Ker oblasti ne varujejo verskega čuvstva, varujmo ga sami; tudi tukaj velja: Samopomoč! Kam pridemo po tej poti nesramnega tiska? [...] Proč torej s to umazanostjo!
Pred kakimi 6 leti začeli so dunajski nemški Židje kolportirati nemške šundromane v slovenskih prevodih med slovenskim ljudstvom. Kakih 8 takih „umotvorov“, vsak po kakih 100 zvezkov, razpečali so po svojih agentih med narodom. Nekatere teh šundromanov, ki so najslabši in najneumnejši svoje baže, tiskali so v 20.000 izvodih zlasti prve zvezke, zadnje zvezke pa v kakih 5000 eksemplarjih. Vsakega šundromana pa se je povprečno prodalo in plačalo 3000–4000 iztisov. Zvezek je stal 20–30 vinarjev, cel šundroman v 100 zveskih torej 20–30 kron. Usiljivi kolporterji imeli so zlasti po mestih med nižjimi sloji, posli in delavci ter delavkami, bogato žetev. [...] Lahko se trdi brez pretiravanja, da je šlo iz žuljavih slovenskih rok za te poneumnevalne šundromane v približno 3 letih 350.000 [...] kron v žepe tujih Židov. [...] S pravo rafiniranostjo izrabljali so ti bedasti šundromani narodni čut našega ljudstva na ta način, da je kak »junak«, ki dela vratolomne neumnosti in neverjetnosti po svetu – rodom Slovenec, Slov. Amerikancem so pošiljali Židje šundromane pod ovitkom, ki je imel debelo tiskan stavek »Pozdrav iz domovine!« [...] ker je na koncu zvezka vedno kak »šlager«, da vstajajo lasje, kupoval je do konca, dokler mu ni žid izvabil iz žepa vseh 20–30 K. Nekaj let so Židje mirovali. Sedaj pa je zopet začela med Slovenci kolportirati dunajska tvrdka Rubinstein to blago. Šundroman ima naslov »Strah na Sokolskem gradu ali Nedolžna v blaznici«; priloženo ima sliko »skrivaj napravljenega ročnega dela nesrečne junakinje našega romana« z napisom: »Jaz nisem blazna, Moj duh je popolnoma zdrav, Kdo me reši iz blaznice, Ime mi je Rožica Kamenska-Jaklič«. [...] Slovenci ne kupujte židovskega »slovstva«, ki se norčuje iz vaše zdrave pameti!
Kdo kvari domišljijo narodov s takozvanimi šundromani, ki nimajo prav nobene umetniške vrednosti? [...] Znani so romani: »Beračeve skrivnosti«, »Grofica beračica«, »Strah na Sokolskem gradu«, ki jih je ljudstvo kar požiralo. Proč z njimi! Kdo v Avstro-Ogrski največ kupčuje s človeškim mesom in se ne sramuje z zvijačo in silo loviti večkrat na limanice nedolžnih deklet, kdo največ vzdržuje po mestih nesramne hiše? Judje.
Krivdo za veliko popularnost kolportaže so pripisovali dejstvu, da ni dovolj izvirne poljudne literature, kakor jo pišejo Anton Koder, Fran Detela, Ivo Trošt ali Josip Stare, in predlagali, naj se tudi domača literatura razpečava na način kolportaže. Kolportaži so očitali vzbujanje nizkih instinktov, namesto da bi bralca povzdigovala, vzgajala in izobraževala, njenim založnikom zaslužkarstvo, bralcem, zlasti ženskam, pa da dajejo prednost nemški literaturi.
Ivan Cankar se je leta 1910 obregnil ob mlade pisatelje, ki prirejajo tuje šundromane:
Pred nekaterimi leti je neki dunajski žid lovil študente, da bi mu prevajali v slovenščino tisti nesramni šund, zoper katerega so prav takrat začeli pošteni časopisi brezobziren boj.  [...] Nazadnje je vendarle stopila grofica beračica z blatnimi čižmi v hišo slovenske književnosti in dobili smo, česar prej nismo imeli: čist, pristen, razgaljen šund. Nerodno je le bilo, [...] da nismo imeli svojega domačega, samoniklega šunda. Letos smo ga dobili […] „Žena“ je zadelala vrzel v naši literaturi, kakor zamaši pest blata luknjo v zidu."
Roman Žena, ki ga je pod psevdonimom Artur Sever napisal Vitomir Feodor Jelenc, je prvi slovenski erotični roman in bolj kot na Grofico beračico spominja na Cankarjevo Gospo Judit; od tod Cankarjeva nejevolja. Motivi in slog kolportažnega romana so vplivali na nekatere druge romane (Pavlina Pajk: Slučaji usode, 1897, Fran Zbašnik: Z viharja v zavetje, 1900).

## Kolportaža med prvo in drugo svetovno vojno
Boj proti šundu je prinesel prepoved kolportažnega romana v tedenskih nadaljevanjih, zato so bila nadaljevanja primorana privzeti formo časopisa. Med letoma 1927 in 1930 so kolportažni romani tako izhajali v obliki (večinoma neohranjenih) časopisov, ki so jih prodajali po trafikah:
- Ljudski roman (Ljubljana 1925, 25 zvezkov)
- Romani (Zagreb 1927)
- Lepi romani (Zagreb 1928, 70 zvezkov)
- Zabavni tednik (Zagreb 1928, 4 serije)
- Širom svijeta. Zbirka napetih pustolovskih dogodivščin Percy Stuarta (Zagreb 1928–30, 3 serije)
- Novi romani (Zagreb 1929–31, 3 serije)

Obseg snopičev, ki so izhajali enkrat do štirikrat tedensko, z obvezno sliko na naslovnici, je bil 16 strani, stali so po en dinar. Tu so izšli Osvetnik – Življenje in ljubezen ruske carice Katarine (100 din), Skrivnosti ruskega carskega dvora ali radi ljubezni nedolžna v prognanstvu (1320 strani, 80 din), Giuseppe Garibaldi ali gospodar noči (80 din), Feodora, nesrečna ruska velika	kneginja (40 din), Ljubezen in sovraštvo na Habsburškem cesarskem dvoru (1100 str., 100 din). V vezani obliki sta te in druge romane v naslednjih letih po časnikih oglašala Nakladni zavod Slovo iz Zagreba in Pučka Nakladna Knjižara: Črni kapetan in črni bratje (40 din), Rigo Muratti, sovražnik trinogov, maščevalec nedolžnih: Roman Španije (40 din),  Gitana (70 din), Grof Karlo Moor, Zablode ljubavnega življenja, Higijena prve poročne noči, Revolucija krvi, Kraljica greha.
Časopisen papir, dvakrat na teden, slab jezik in neumna vsebina (če jo je sploh kaj) — za en dinar številka. In uspelo jim je, kar so hoteli: potegniti ljudi za nos in služiti denar. Naenkrat je bila cela Slovenija preplavljena s temi zvezki, ki so jih čitali povsod. Na tramvaju sprevodnik, v vlaku sprevodnik, kuharica, med tem ko meša jedi, študentki, mimogrede v šolo, delavec si od ust utrga dinar, kupi prvi zvezek, kupi drugega in je naročnik; povsod krožijo ti snopiči in razprodaja je dosegla višino, kakršne nima niti eden časopis pri nas: 30.000 zvezkov, to se pravi, 30.000 dinarjev dvakrat na teden izdajo ljudje za te zabeljene romane. Vsi smo si edini v sodbi, da so taki romani škodljivi. Ne da bi postali moralisti, ampak radi prepričanja, da taki romani vzgajajo kriminalne tipe. [...] Za mladino je torej tako čtivo opasno in če bi pustili prosto razširjanje teh romanov med mladino, je odveč imeti šole in je bolje, da jih zapremo.
Ti romani vzbujajo s svojo vsebino in s svojim opisovanjem najnižje instinkte, dražijo njegove čute tako, da otopiš za vse lepo in dobro. Človek, ki se je zastrupil s tem štivom, ne more več čitati niti navadnih časniških vesti. Vse mu je premalo zanimivo, premalo napeto. Življenje si predstavlja kot velik cirkus, kjer se vse povprek kolje, se uničujejo srca, arena je polna vitezov in grbcev s krvavimi bodali, njihovi žepi pa so polni stekleničic strupov. Pa to ni plehek dovtip, temveč živa resnica. Poznam ljudi, ki so že popolnoma prepojeni s tem štivom in menda ne bi mogli živeti brez teh zvezkov. [...] 
Nalašč sem stopil v neko trafiko in sem trafikantinjo vprašal, koliko teh zvezkov dobi na teden. Rekla mi je: »Vsakega romana po 100 zvezkov.« To je mnogo. »Pa prodaste vse?« »Skoro vedno. Včasih moram še celo brzojaviti po nje. [...] V Ljubljani je pa trafik in trgovinic, ki se bavijo s tem, kakih 200. In koliko jih je še v vsej Sloveniji! Premislite samo, kako težki milijoni gredo za to štivo! Tu ni treba besed, številke govorijo same. In vse to požre židovski kapital v Zagrebu.«
Berilo so zavračali tudi zaradi jezika, ki je "neka analfabetska rusko-hrvatsko-slovenska žlobudravščina".
- Ilustracija v romanu Beračeve skrivnosti, 1901
- Reklama v romanu Karla Maya Beračeve skrivnosti
- Naslovna stran romana Grofica beračica, 1902
- Ilustracija v kolportažnem romanu Grofica beračica
- Ilustracija v Grofici beračici
- Ilustracija iz romana Strah na Sokolskem gradu
- Naslovnica romana Miroslava Malovrha Tolovajski glavar Črni Jurij, 1903–1905
- Ilustracija iz knjige Tolovajski glavar Črni Jurij
- Živa pokopana, ilustracija iz romana